# V1237 Геркулеса
V1237 Геркулеса (лат. V1237 Herculis) — поляр*, двойная катаклизмическая переменная звезда (XM) или (AM) в созвездии Геркулеса на расстоянии приблизительно 1729 световых лет (около 530 парсек) от Солнца. Видимая звёздная величина звезды — от +19,5m до +17,9m. Орбитальный период — около 0,0808 суток (1,94 часа).
Открыта проектом SDSS-I в 2003 году.

## Характеристики
Первый компонент — аккрецирующий белый карлик спектрального класса pec(e).